# کیسلگ
کیسلگ (به آلمانی: Kißlegg) یک شهر در آلمان است که در رافنسبورگ واقع شده‌است. کیسلگ ۸٬۶۳۱ نفر جمعیت دارد.

## خواهرخوانده
شهر فونتانلاتو خواهرخواندهٔ کیسلگ هست.